# Rungestraße (Rostock)

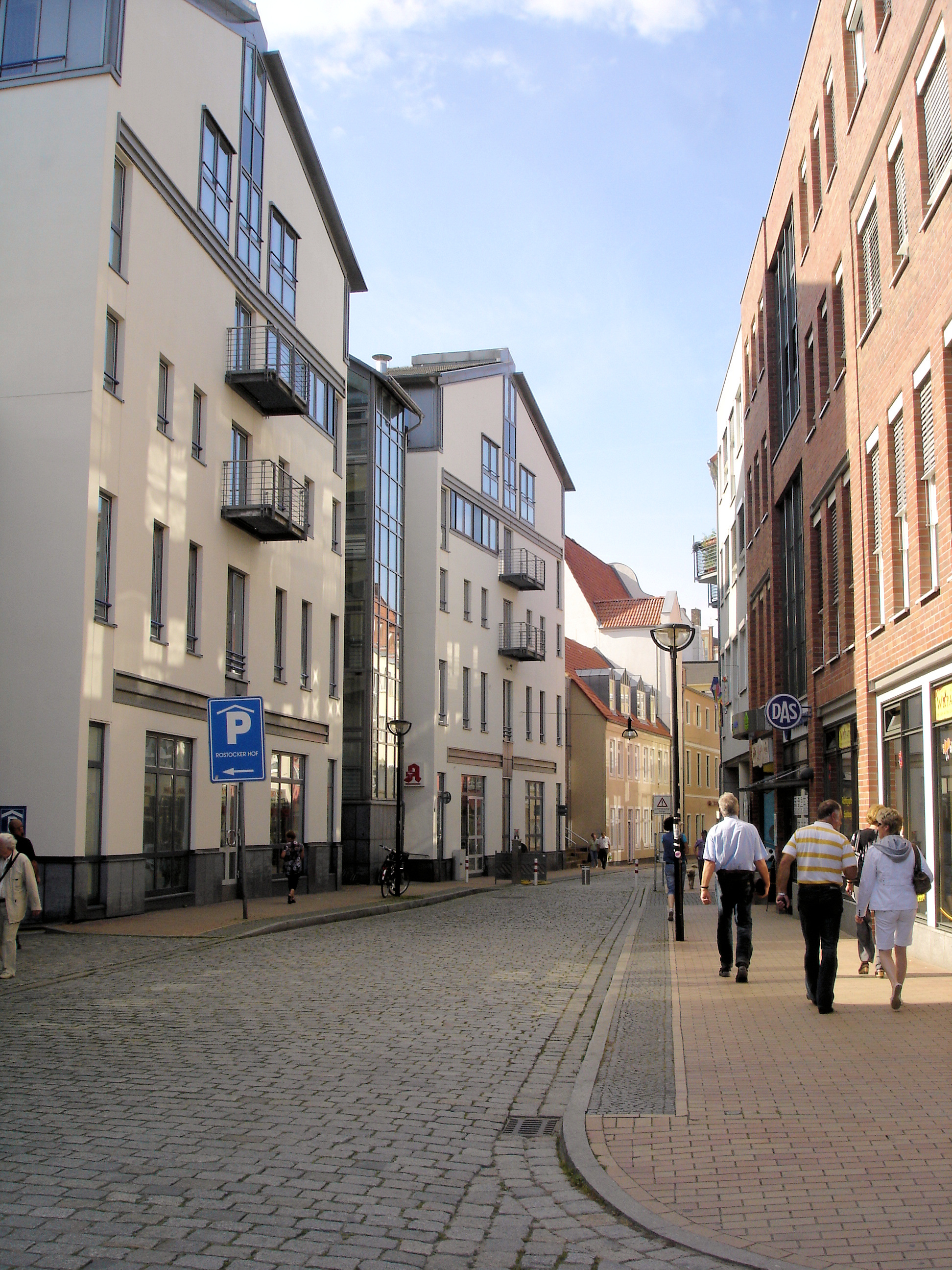
Rungestraße von Süden

Die Rostocker Rungestraße ist eine Straße im historischen Stadtkern der Hansestadt und verbindet den Universitätsplatz mit der Wallstraße. Sie ist Teil der einstigen Rostocker Neustadt und teilweise für den Kraftverkehr freigegeben.

## Verlauf
Die recht schmale Rungestraße ist im Nordwesten mit dem Universitätsplatz verbunden, knickt dann in südöstliche Richtung ab. Nach der Hälfte ihres Verlaufs zweigt in östlicher Richtung die kurze Straße Rostocker Heide ab, kurz dahinter biegt die Altbettelmönchstraße nach Westen ab. Auf der Westseite ist das Fraterhaus der Brüder vom gemeinsamen Leben, das Michaeliskloster zu sehen, auf der Ostseite ist sie in ihrem südlichen Abschnitt ein ungepflegter Parkplatz. Letztlich mündet sie in die Wallstraße. An die Rungestraße grenzt das Gebäude des Rostocker Hofes.

## Geschichte
Die Rungestraße wurde 1280 als platea preconis, was so viel wie (Alte) Büttelstraße hieß, ersterwähnt. Daher ist anzunehmen, dass die Büttel, also die Diener des Gerichts, in dieser Straße ihr Domizil und ihre Diensträume besaßen. Wegen ihrer peripheren Lage im Schatten des Hopfenmarkts (des heutigen Universitätsplatzes) lebten in der Alten Büttelstraße Angehörige der mittleren und unteren Bevölkerungsschichten. Dementsprechend war sie im Mittelalter nur mit Buden bebaut, im südlichen Abschnitt gab es sogar kleine Gehöfte.
1742 wurde in der Alten Büttelstraße der große Sohn der Stadt, Gebhard Leberecht von Blücher, der spätere Sieger von Waterloo, geboren. Zu seinen Ehren trug die Straße von 1863 bis 1947 den Namen Blücherstraße. In den Bombennächten Ende April 1942 wurde die heutige Rungestraße völlig zerstört. 1947 benannte man die Blücherstraße nach Hans Runge in Rungestraße um. Hinrich Runge, von Beruf Steinmetz, war der Führer der antirätlichen Opposition in der „Rostocker Domfehde“. Er wurde 1491 hingerichtet. Auf ihrem Nordabschnitt wurde die Rungestraße mit modernen Gebäuden versehen.
Koordinaten: 54° 5′ 16″ N, 12° 8′ 12″ O